# Melchior Ramirez
Melchior Ramirez foi uma personalidade do início da época colonial no Brasil, tendo sobrevivido à Armada de Solis, tal como Henrique Montes. Desenvolveu suas atividades no país entre Iguape, Cananeia e a região do Prata, fazendo parte do núcleo espanhol de Mosquera. Desapareceu diante de agitados fatos históricos, ocasionados entre conflitos de terra e divergências estre espanhóis e portugueses. 
1. ↑  São Vicente - Primeiros Tempos. Carlos Fabra. 2010
2. ↑  António Zeferino CÂNDIDO. Instituto Histórico e Geográfico Brasileiro. Imprensa Nacional, 1900.